# Tokudaiji Sanesada
Tokudaiji Sanesada (徳大寺実定? noto anche come Fujiwara no Sanesada; 1139 – 1º febbraio 1192) è stato un poeta giapponese waka del tardo periodo Heian e l'inizio dell'era Kamakura.

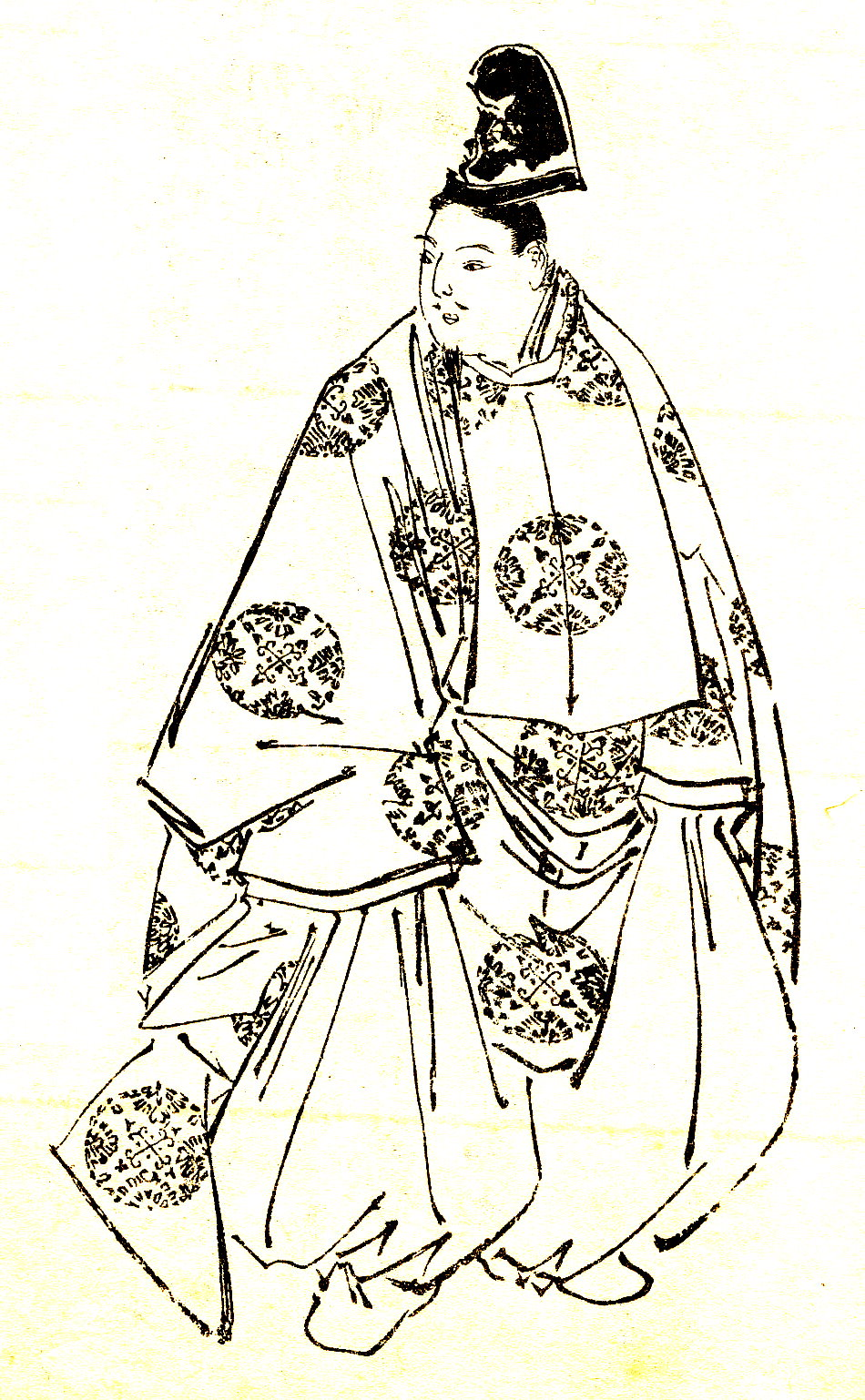
Tokudaiji Sanesada, di Kikuchi Yōsai

Figlio maggiore di Tokudaiji Kinyoshi, ministro della destra (右大臣, Udaijin). Il suo grado ufficiale è Shōnii (正二位?, Secondo grado senior), e ministro della destra. In Hyakunin isshu, è conosciuto come Go-Tokudaiji Sadaijin (後徳大寺左大臣). Era il nipote di Fujiwara no Shunzei e il cugino di Fujiwara no Sadaie.

## Biografia
Dopo che il suo primo grado di corte gli fu conferito nel 1144, ricevette un flusso costante di promozioni, finché nell'undicesimo mese del 1156 fu investito del grado di Jusanmi (従三位?, Terzo grado junior) e iniziò ad essere considerato un nobile di corte di alto rango 公卿?, Kugyō. Nel 1158 fu elevato a Shōsanmi (正三位?, Terzo grado senior), e divenne gonchūnagon. Divenne Gondainagon nel 1164 e nel 1165 fu promosso a 'Shōnii (正二位?, Secondo grado senior). Nel terzo mese del 1177 fu nominato Dainagon (capo consigliere di stato), e poi nel dodicesimo mese fu anche nominato Sakonoe Daishō (Comandante della Guardia Imperiale Sinistra). Nel 1179 visitò il Santuario di Itsukushima con Taira no Kiyomori, capo del clan Taira, una visita registrata nell'Heike Monogatari e nel 1183 divenne Naidaijin (内大臣).
Lo stesso anno, fu coinvolto durante l'assedio di Hōjūjidono in cui Minamoto no Yoshinaka rapì con successo l'imperatore in pensione Go-Shirakawa, poiché intendeva stabilire un proprio governo nelle province settentrionali. Fu successivamente sconfitto da suo cugino Minamoto no Yoshitsune. Dopo che Minamoto no Yoritomo, con l'acquiescenza dell'imperatore in pensione Go-Shirakawa, ordina la cattura di Yoshitsune, Yoritomo riunisce un gruppo di dieci cortigiani chiamato Gisō, che doveva essere responsabile della sicurezza della Capitale, tra questi c'era Sanesada.
Nel 1185, sempre come Naidaijin, Sanesada fu incaricato di trasmettere a Go-Shirakawa il messaggio inviato da Yoritomo che informava della vittoria nella Battaglia di Dan-no-ura con la resa di Taira no Munemori e il ritrovamento dello Specchio Divino Yata no Kagami e la gemma divina Yasakani no Magatama e la perdita della spada Kusanagi che facevano parte delle insegne imperiali.
Nel 1186 fu nominato Udaijin e nel 1189 Sadaijin, da allora in poi è divenuto popolarmente noto come Go-Tokudaiji Sadaijin (後徳大寺左大臣), inoltre lavorò come braccio destro di Fujiwara no Kanezane del clan Kujō per facilitare i rapporti tra la corte e lo shogunato. Alla fine del 1191, a causa di una malattia, decise di farsi monaco buddhista e prese il nome di Nyoen (如円). Morì all'inizio del 1192 all'età di 53 anni.

## Poesia
Si dice che fosse un uomo di cultura altamente istruito che eccelleva nella poesia e nella composizione musicale. Ha scritto diversi libri come il suo diario Niwa Enju-shō (庭槐抄) e, si dice abbia scritto un altro libro, Shogaku hoshō (掌函補抄) in dieci volumi, ma non esiste più. Partecipa a diversi uta-awase (concorsi waka) ed ha realizzato una raccolta personale di poesie waka intitolata Rin no Shita-shū (林下集). Era anche bravo a comporre poesie cinesi, nella sezione 129 del Chomonshū, è descritto come "Un uomo di talento che eccelleva nel [descrivere] la bellezza della natura", ed eccelleva anche nella poesia waka.
Settantatré sue poesie sono state incluse in raccolte imperiali come Senzai Wakashū e Shin Kokin Wakashū, una delle sue poesie è inclusa anche nell'antologia Ogura Hyakunin Isshu:
(Hyakunin isshu n.81)